# Universe (álbum)
Universe ("Universo") es el duodécimo y último álbum de estudio de Modern Talking y es el sexto lanzamiento desde la reunión del dúo de 1998. El álbum completamente producido por Dieter Bohlen, llegó a la lista alemana el 14 de abril de 2003 y entró en la posición n.º 2. Después de pasar tres semanas dentro del top-10 y un total de 12 semanas en la tabla de álbumes, el universo alcanzó un estado de oro en Alemania por el envío de más de 100.000 unidades. Universo también alcanzó su punto máximo en el n º 20 en la lista de álbumes polacos, donde pasó un total de cuatro semanas.
Obtuvo disco de oro en Alemania. 

## Créditos
- Música: Dieter Bohlen
- Letra: Dieter Bohlen
- Voz: Thomas Anders
- Coros: Christoph Leis-Bendorff y William King
- Guitarras: Peter Weihe
- Producción: Dieter Bohlen
- Publicación: Warner Chappell/Blue Obsession Music
- Distribución: BMG
- Dirección de Arte: Ronald Reinsberg
- Fotografías: Stephan Pick

## Lista de canciones
| #   | Título                                       | Tiempo |
| --- | -------------------------------------------- | ------ |
| 1.  | " TV Makes The Superstar" (Dieter Bohlen)    | 3:44   |
| 2.  | "I'm No Rockefeller" (Dieter Bohlen)         | 3:40   |
| 3.  | "Mistery" (Dieter Bohlen)                    | 3:22   |
| 4.  | "Everybody Needs Somebody" (Dieter Bohlen)   | 4:09   |
| 5.  | "Heart Of An Angel" (Dieter Bohlen)          | 4:08   |
| 6.  | "Who Will Be There" (Dieter Bohlen)          | 3:47   |
| 7.  | "Knocking On My Door" (Dieter Bohlen)        | 3:36   |
| 8.  | "Should I, Would I, Could I" (Dieter Bohlen) | 3:45   |
| 9.  | "Blackbird" (Dieter Bohlen)                  | 3:17   |
| 10. | "Life Is Too Short" (Dieter Bohlen)          | 3:32   |
| 11. | "Nothing But The Truth" (Dieter Bohlen)      | 3:20   |
| 12. | "Superstar" (Dieter Bohlen)                  | 3:41   |